# Club de Deportes Copiapó
O Club de Deportes Copiapó é um clube de futebol do Chile, localizado na cidade de Copiapó na Região de Atacama. 

## História
Deportes Copiapó é o clube sucessor do extinto Regional Atacama, que representava a cidade de Copiapó, extinto em 1998 depois de más administrações que o levaram a falência. 

## Dados do clube
- Temporadas na 1ª Divisão: 2 (2023-2024)
- Temporadas na 2ª Divisão: 20 (2003-2011, 2013-2022, 2025-)
- Temporadas na 3ª Divisão: 5 (1999-2002, 2012)

## Títulos
| NACIONAIS | NACIONAIS                       | NACIONAIS | NACIONAIS  |
|           | Competição                      | Títulos   | Temporadas |
| --------- | ------------------------------- | --------- | ---------- |
|           | Campeonato Chileno - 3ª divisão | 1         | 2002       |